# The Off-Season
The Off-Season is het zesde studioalbum van de Amerikaanse rapper J. Cole. Het werd uitgebracht op 14 mei 2021 door Dreamville Records, Roc Nation en Interscope Records. Het album werd geprezen om zijn introspectieve teksten, geavanceerde productie en samenwerkingen met diverse artiesten. Het debuteerde op nummer één in de Billboard 200-hitlijst en werd door critici beschouwd als een van J. Cole's sterkste releases. Het album bevat gastbijdragen van onder meer Cam'ron, Lil Jon, 21 Savage, en Puff Daddy. 

## Nummers
| 1.                 | "95 South"           | - Boi-1da - Colemxn - Maneesh            | 3:16 |
| 2.                 | "Amari"              | - Timbaland - Sucuki - J. Cole - T-Minus | 2:28 |
| 3.                 | "My Life"            | - J. Cole - Jake One - Wu10              | 3:38 |
| 4.                 | "Applying Pressure"  | J. Cole                                  | 2:57 |
| 5.                 | "Punchin' the Clock" | - Tae Beast - Mario Luciano              | 1:52 |
| 6.                 | "100 Mil'"           | - J. Cole - T-Minus                      | 2:43 |
| 7.                 | "Pride is the Devil" | T-Minus                                  | 3:38 |
| 8.                 | "Let Go My Hand"     | - DJ Dahi - Frank Dukes - J. Cole - Wu10 | 4:26 |
| 9.                 | "Interlude"          | - J. Cole - T-Minus - Tommy Parker       | 2:13 |
| 10.                | "The Climb Back"     | J. Cole                                  | 5:06 |
| 11.                | "Close"              | J. Cole                                  | 2:48 |
| 12.                | "Hunger on Hillside" | - Boi-1da - DrtWrk - Don Mills           | 3:08 |
| Totale duur: 39:08 |                      |                                          |      |

Opmerkingen
Alle titels zijn oorspronkelijk geschreven met kleine letters en aangespatieerd geschreven, met een punt tussen elk woord.

## Gastmuzikanten
- "95 South" - Cam'ron en Lil Jon (zang)
- "My Life" - Morray en 21 Savage (zang)
- "Punchin' the Clock" - Damian Lillard (spoken word)
- "Pride Is the Devil" - Lil Baby (zang)
- "Let Go My Hand" - 6LACK, Bas en Puff Daddy (zang)
- "Hunger on Hillside" - James Fauntleroy (zang)